# 玄宥

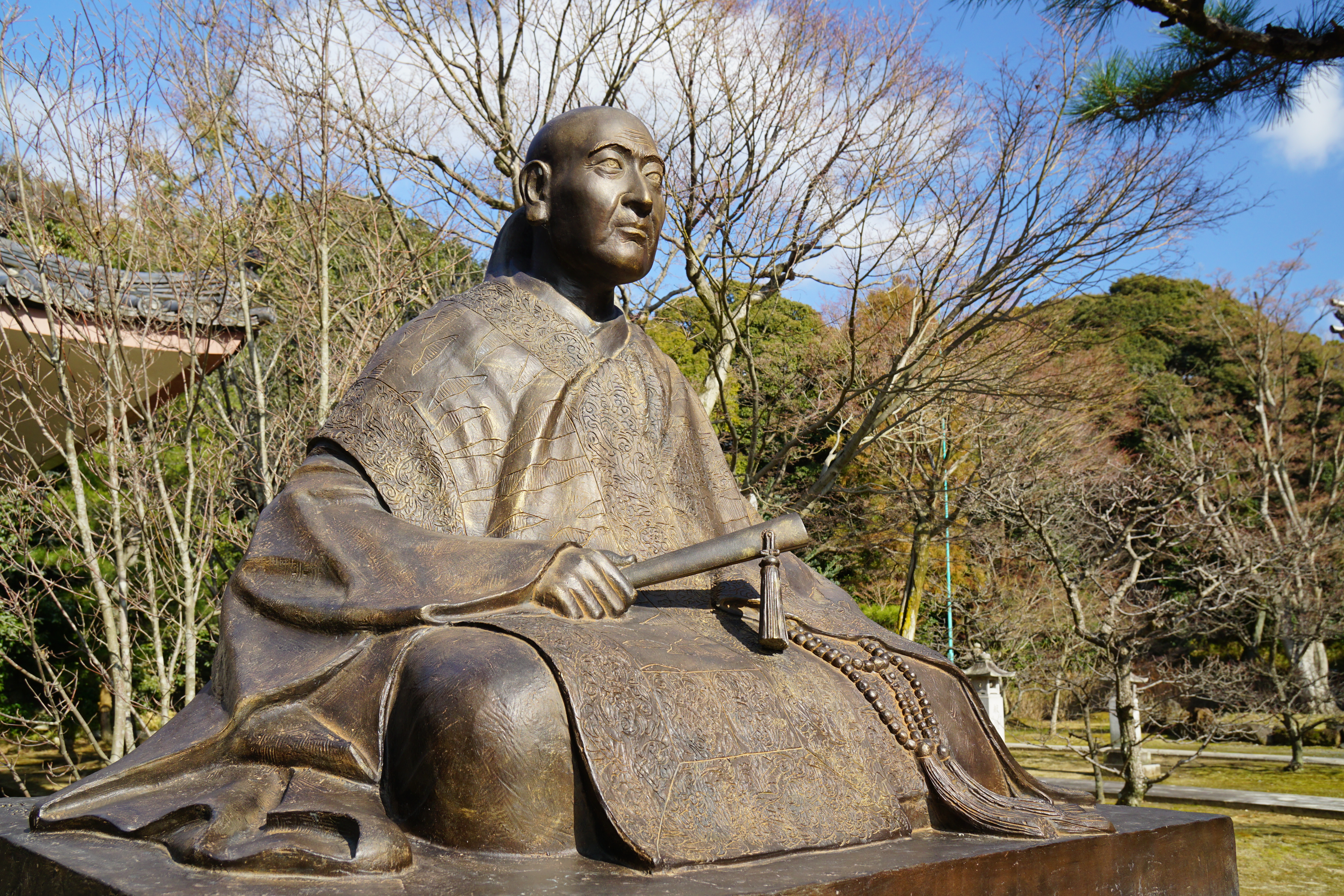
智積院の玄宥像

玄宥（げんゆう）享禄2年（1529年） - 慶長10年10月4日（1605年11月14日））は、戦国時代から江戸時代前期にかけての真言宗の僧。

## 経歴
下野国の吹上城主膝付又太郎の子。18歳の頃より根来山で修学し、南都・園城寺・比叡山で諸宗の教学を学んだ。その頃の根来山は6千人ほどの学僧を擁する巨大な教育機関となって栄えていた。天正5年（1577年）根来山に3千近くあった塔頭の一つ智積院に住し、推挙され小池坊専誉とともに根来山の能化職に就く。
しかし、根来寺は教育機関であるとともに大量の鉄砲や多くの僧兵を抱えており巨大な軍事力を有していたことや、地域支配と深く結びついていた宗教勢力であることから天正13年（1585年）豊臣秀吉による紀州征伐が起こり、玄宥は高野山に逃れた。以後、玄宥は、真言宗系の京都の高雄山神護寺や醍醐寺三宝院などを転々とした。
慶長5年（1600年）秀吉亡き後、再興の訴願を続けていた玄宥に徳川家康から智積院再興の許可が出され、翌年慶長6年（1601年）に京都東山の豊国神社境内の坊舎と土地を寄進され、智積院は再興された。さらに翌年慶長7年（1602年）には二百石の寄進を受ける。玄宥は、坊舎のある「上の寺」と講堂のある「下の寺」を建立し、寺名を「五百佛山根来寺智積院（いおぶさんねごろじちしゃくいん）」と号し、智積院再興第一世となった。再興から4年後の慶長10年（1605年）11月14日、77歳で没した。